# Szikánok
A szikánok Szicília nagyon  korai lakói voltak. Thuküdidész szerint őelőttük a szigeten csak küklópszok éltek. A szikánok, róluk Szícília eredetileg talán Szikánia névre hallgathatott, feltételezések szerint  az ibér félszigetről jöhettek, a Sikanos folyó környékéről, ahonnan a ligúrok űzhették el őket. Ahogyan azt Thuküdidész ugyanitt írja, maguk a szikánok önmagukat állítólag autochthonoknak tartották. Tauromenioni Timaios Diodoroszt  követi véleményében, hogy a szikánok a sziget őslakói lehettek.
Thuküdidész szerint a Trojai háborút követően néhány trójai a sziget északnyugati részén  (Eryx és Segesta) letelepedett és Elümiai nevet kaptak. Később a szikániakat az itáliai szárazföldről érkező szikelek a sziget déli és nyugati részéről elüldözték - Thuküdidész szerint közel 300 évvel a görög kolonizációt megelőzően. Ekkor Szicíliát a szikelek után nevezték el. Diodorosz ezzel szemben azt írja, hogy a szikánok az Etna hatalmas kitörése -  amely egyre több termőföldet pusztított el több év alatt - miatt kivándoroltak a sziget nyugati részébe. A bevándorló szikelek az így felszabadult területekre jöttek generációkkal később.
Bizonyos elméletek szerint a szikánok ibérek vagy azokkal rokon nép lehetett.

## Fordítás
Ez a szócikk részben vagy egészben  a   Sikanen című német Wikipédia-szócikk ezen változatának fordításán alapul.  Az eredeti cikk szerkesztőit annak laptörténete sorolja fel. Ez a jelzés csupán a megfogalmazás eredetét és a szerzői jogokat jelzi, nem szolgál a cikkben szereplő információk forrásmegjelöléseként.